# イレニア・スカピン
イレニア・スカピン（Ylenia Scapin  1975年1月8日- ）は、イタリアのボルツァーノ出身の柔道選手。階級は70kg級。身長166cm。

## 人物
1996年アトランタオリンピック72kg級では銅メダルを獲得した。1999年の世界選手権70kg級では準決勝でベルギーのウラ・ウェルブルックに大内刈で敗れるが3位となった。翌年の2000年シドニーオリンピックでは2回戦で韓国の曺敏仙に有効で敗れるが、敗者復活戦を勝ち上がって前回に続いて銅メダルを獲得した。なお、今大会の男子73kg級で金メダルを獲得したイタリアのジュゼッペ・マッダローニは恋人だという。2001年に階級を63k級に変更すると、2003年の世界選手権では準決勝でアルゼンチンのダニエラ・クルコウェルに指導2で敗れるが3位となった。しかし、翌年のアテネオリンピックでは初戦で敗れた。2005年には再び階級を70kg級に上げると、2007年の世界選手権では3回戦でアメリカのロンダ・ラウジーに敗れるも敗者復活戦を勝ち上がって世界選手権で3度目の3位となった。2008年にはヨーロッパ選手権で優勝を飾るものの、2008年北京オリンピックでは3回戦で敗れた。2009年には現役を引退した。

## 主な戦績
72kg級での戦績
- 1992年 - 世界ジュニア　3位
- 1993年 - ヨーロッパジュニア　2位
- 1995年 - ユニバーシアード　3位
- 1996年 - チェコ国際　優勝
- 1996年 - アトランタオリンピック　3位
- 1996年 - 世界学生　優勝
- 1997年 - イタリア国際　優勝
- 1997年 - 地中海競技大会　2位
- 1997年 - 世界選手権　5位

70kg級での戦績
- 1998年 - フランス国際　2位
- 1998年 - ドイツ国際　優勝
- 1999年 - フランス国際　優勝
- 1999年 - ヨーロッパ選手権　2位
- 1999年 - 世界選手権　3位
- 2000年 - ヨーロッパ選手権　3位
- 2000年 - シドニーオリンピック　3位

63kg級での戦績
- 2001年 - ドイツ国際　優勝
- 2001年 - ヨーロッパ選手権　3位
- 2001年 - 地中海競技大会　優勝
- 2002年 - フランス国際　3位
- 2002年 - ドイツ国際　優勝
- 2002年 - ワールドカップ団体戦　3位(70kg級)
- 2003年 - ロシア国際　3位
- 2003年 - ドイツ国際　3位
- 2003年 - ヨーロッパ選手権　3位
- 2003年 - 世界選手権　3位
- 2003年 - ミリタリーワールドゲームズ　優勝(70kg級)
- 2004年 - フランス国際　3位(70kg級)
- 2004年 - ドイツ国際　3位

70kg級での戦績
- 2005年 - フランス国際　3位
- 2005年 - ヨーロッパ選手権　2位
- 2005年 - 地中海競技大会　優勝
- 2006年 - ドイツ国際　3位
- 2006年 - イタリア国際　優勝
- 2006年 - ヨーロッパ選手権　3位(63kg級)
- 2007年 - 世界選手権　3位
- 2007年 - 嘉納杯　3位
- 2008年 - ヨーロッパ選手権　優勝